# Tony Taka
Tony Taka (japonsky 田中 貴之, Tanaka Takajuki; * 1971 Mijagi), také znám jako Tony (japonsky トニー, Toní), je japonský komiksový umělec a návrhář videoher a postav.

## Životopis
Po absolvování uměleckého designu na univerzitě začal nejprve pracovat na designu reklam, ale v roce 1998 rychle změnil svoje zaměstnání a stal se mangakou. Velmi brzy po tom, co nakreslil několik eroge a navrhl jejich postavy, získal na popularitě. Stal se hlavním designérem postav v herní sérii Shining společnosti Sega a je také výkonným ředitelem své vlastní firmy RPM Y.K.

## Tvorba

### Videohry
- Street Slam[5]
- Ghostlop[5]
- Tempest
- Room with Lina (japonsky ルーム・ウィズ・リナ, Rúmu wizu Rina)
- Shining Tears
- Shining Wind
- Shining Hearts
- Shining Blade
- Shining Ark
- Exstetra
- Shining Resonance
- Valhellio
- Azur Lane

### Eroge
- Partner: Sekai de ičiban taisecu na hito (Partner ～世界でいちばんたいせつなひと～)
- Cubasa no hatameki: A Sound of her Wings (翼のはためき ～A Sound of her wings～)
- Arcana: Hikari to jami no Extasis (japonsky アルカナ ～光と闇のエクスタシス～, Arukana ~Hikari to jami no ekusutašisu~)
- Mitama: Šinobi (御魂 ～忍～)
- After...
- Sora no iro, mizu no iro (そらのいろ、みずのいろ)
- Šinšó: Genmukan (真章 幻夢館)
- France šódžo: Une fille blanche (japonsky 仏蘭西少女～Une fille blanche～, Furansu šódžo ~Une fille blanche~)
- Fault!! (japonsky フォルト！！, Foruto!!)
- Fault!! Service: Aratanaru Rival (japonsky フォルト!!S（サービス）～新たなる恋敵（ライバル）～, Foruto!! Sábisu ~Aratanaru raibaru~)

### Light novely
- Karakuri onigami Akacuki (機関鬼神アカツキ)

### Dódžinši
- Foundation X Kanzen-ban (FOUNDATION X 完全版) (Učú no Stellvia)
- Unfinished (Princess Crown)
- Kaburimon/Kaburimon 2/Kaburimon 3 (カブリモン/カブリモン2/カブリモン3) (Ragnarok Online)
- Runar! (Kidó senši Gundam Seed Destiny)
- Wataši wa kjozecu suru! Kamo (わたしは拒絶するっ!かも) (Bleach)
- Marujaki Barbeque (japonsky ◯焼きバーベキュー, Marujaki bábekjú) (Zoids: Genesis)
- Caladbolg (カラドボルグ) (Fate/stay night)
- Entangle (エンタングルENTANGLE) (Zegapain)
- Nekomimi Batoraa (ねこみみばとらあ) (Hajate no gotoku!)
- Kiterujo! Takeuči-kun (きてるよ!竹内くんっ) (Bamboo Blade)
- Hitagi Oneside (ひたぎ ONESIDE) (Bakemonogatari)
- Nanto iu Deculture! (japonsky なんというデカルチャー!, Nanto iu dekaručá) (Macross Frontier)
- Botan nabe (ぼたん鍋) (Clannad)